# Filialkirche Gebertsham

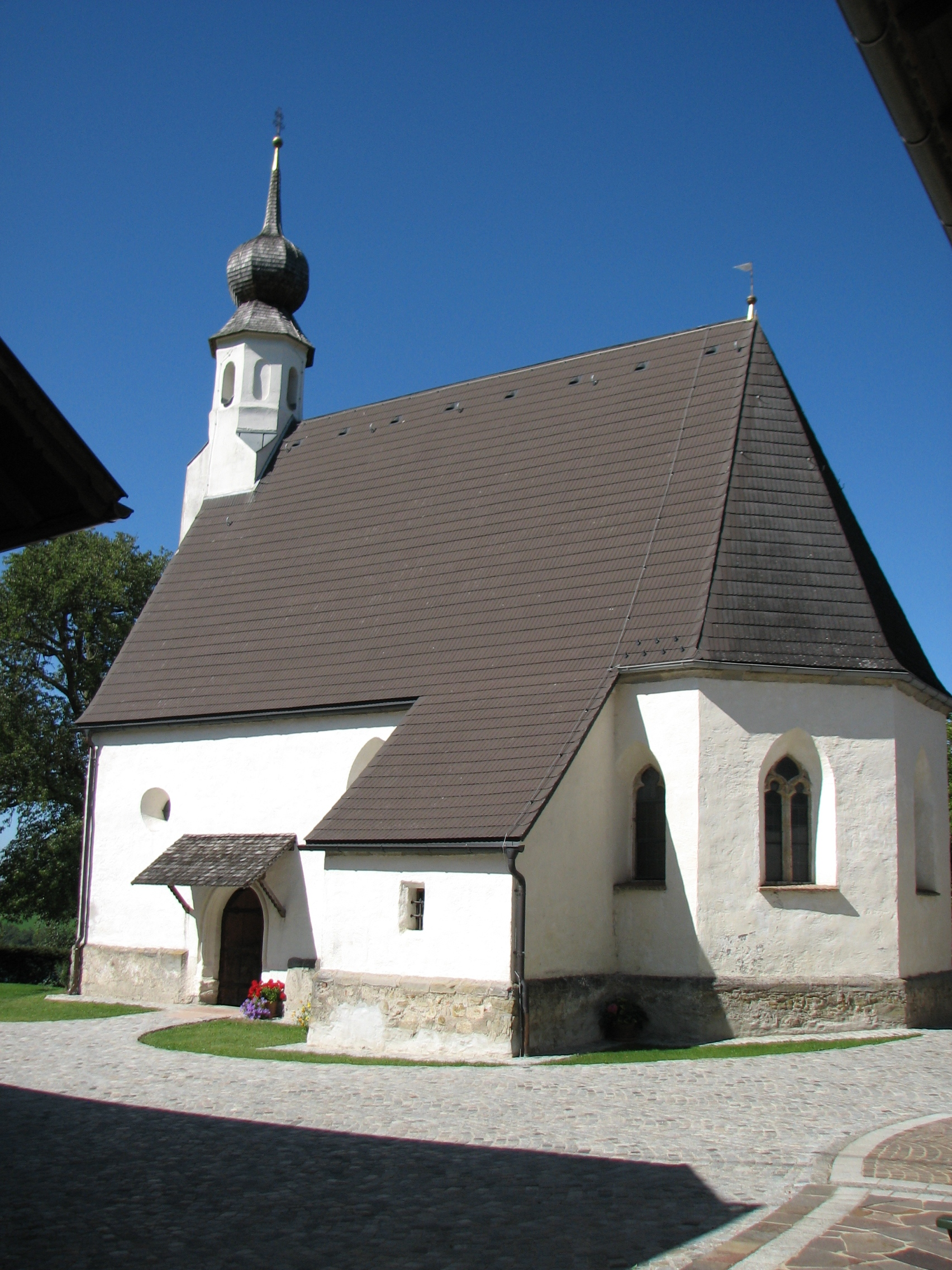
Filialkirche Gebertsham

Altar

Die Filialkirche Gebertsham liegt im  Ortsteil Gebertsham der Gemeinde Lochen am See in Oberösterreich und ist dem Heiligen Kreuz geweiht. Sie stellt durch die 1986 freigelegten Wandmalereien ein herausragendes Beispiel spätgotischer Sakralkunst dar. Die römisch-katholische Filialkirche der Pfarrkirche Lochen gehört zum Dekanat Mattighofen in der Diözese Linz. Die Kirche steht unter Denkmalschutz.

## Geschichte
Obwohl der Ort Gebertsham bereits seit dem 13. Jahrhundert bezeugt ist, stammt die erste Kirche vermutlich erst aus dem späten 15. Jahrhundert. In einer Urkunde von 1483 wird ein Hof zu Gebratzhaim zunächst beim Hl. Kreuz erwähnt. Diese Kirche gehörte kirchenrechtlich zur Pfarre Lochen, die früher dem Archidiakonat Mattsee und dem Bistum Passau zugerechnet war; nachdem das Innviertel im Frieden von Teschen zu Österreich gekommen war, wurde Lochen und auch Geberstham dem Dekanat Mattsee unterstellt. 1785 wurde die Kirche im Zuge des josephinischen Reformen geschlossen, aber im Jahre 1833 wieder eröffnet. Im Jahre 1987 wurde in dieser Kirche der Deutsche Altbundespräsident Walter Scheel getraut.

## Ausstattung

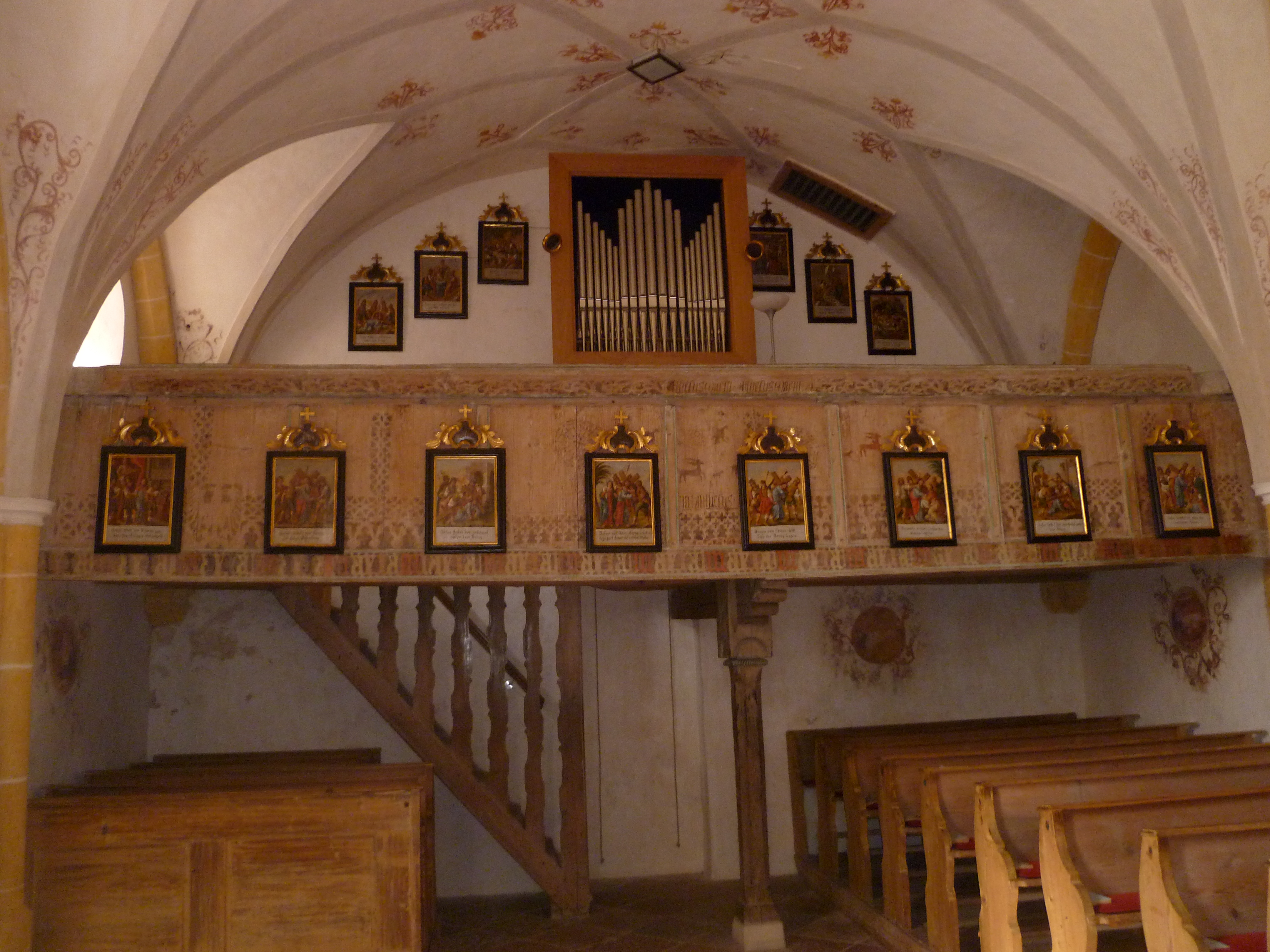
Orgelempore

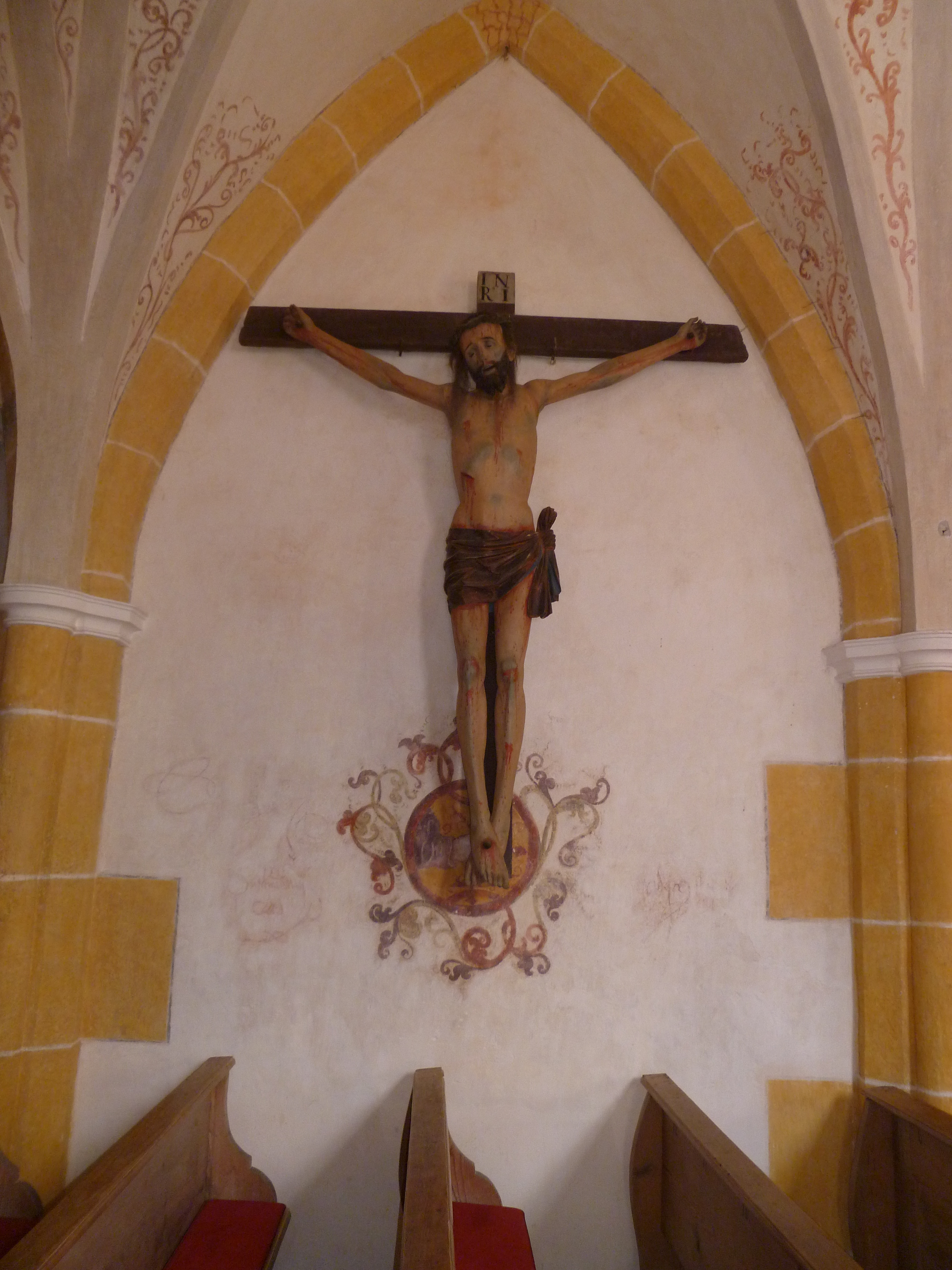
Spätgotisches Kruzifix

Die Kirche ist ein kleiner einschiffiger Bau mit einem westseitigen Dachreiter aus der Zeit um 1500. Die gotischen Kreuzrippengewölbe wurden im 18. Jahrhundert herausgebrochen.
Der Gebertshamer Flügelaltar stammt aus der Zeit 1515/20. Stilistisch weist er auf die Werkstatt des Meisters Gordian Guckh aus Laufen hin. Im Mittelschrein und auf den Flügelinnenseiten wird die Legende vom Heiligen Kreuz dargestellt, auf dem rechten Teil die Auffindung des Kreuzes unter Kaiserin Helena und auf dem linken die Rückgabe des von dem Perserkönig Chosroes entwendeten Kreuzes. Darunter befinden sich Szenen aus der Passion. Bemerkenswert sind die Personendarstellungen auf dem Hauptbild, u. a. ein Mann in schwarzer Rüstung sowie mit Dreschflegeln und Stöcken bewaffnete Bauern – vielleicht ein Hinweis auf die Bauernaufstände zur Entstehungszeit des Altars. An den Außenseiten sind weitere Stationen aus der Passion Christi zu sehen (links Gefangennahme und Geisselung, rechts Dornenkrönung und Verspottung), die eine Kopie bzw. ins bildhauerische umgesetzte Darstellung der Kleinen Kupferstichpassion von Albrecht Dürer sind. An den Standflügeln befinden sich Darstellungen der Heiligen Wolfgang, Dionysius, Ulrich und Blasius. Die Tafeln der Predella stammen aus der Donauschule. Sie zeigen die Heiligen Sebastian, Christophorus, Barbara und Katharina. Gegenüber dem Eingang zur Langhauswand befindet sich ein spätgotisches Kruzifix.
Bei der Renovierung 1986 wurden Wandmalereien entdeckt, darunter 178 mehrfarbige Pflanzendarstellungen, mehrere Weihekreuze (mit der Schwurhand als Segensgeste) und vier überlebensgroße Wandbilder (hl. Christophorus, eventuell mit dem Stifter, Kreuzigungsszene, Georgslegende und Martyrium des hl. Sebastian). Diese stammen offensichtlich aus der Entstehungszeit der Kirche. Dabei hat sich im Chorschluss die Jahreszahl 1522 erhalten.